# Резолюция Совета Безопасности ООН 1036
Резолюция Совета Безопасности ООН 1036 — резолюция Совета Безопасности ООН, единогласно принятая 12 января 1996 года, после принятия всех резолюций по ситуации в Грузии, в частности 993 (1995), Совет Безопасности обсудил усилия по политическому урегулированию между Грузией и Абхазией и продлил мандат Миссии ООН по наблюдению в Грузии (UNOMIG) ещё на шесть месяцев, до 12 июля 1996 года.

## Содержание
В ноябре 1995 года в Грузии прошли президентские выборы, и Совет Безопасности надеялся, что они будут способствовать заключению соглашения о прекращении конфликта в Абхазии. Он также подтвердил право всех беженцев на возвращение обратно в регион, чему препятствовали абхазские власти. Гуманитарная ситуация ухудшилась, особенно в Гальском районе, и были опасения по поводу насилия и убийств в этом регионе. Было поддержано сотрудничество между UNOMIG и миротворческими силами Содружества Независимых Государств (СНГ), и соблюдение Соглашения о прекращении огня и разъединении сил.
Совет Безопасности выразил обеспокоенность в связи с задержкой переговоров по общему соглашению. Поощряя дальнейшие усилия Организации по безопасности и сотрудничеству в Европе (ОБСЕ), Совет Безопасности потребовал от абхазской стороны добиться прогресса на переговорах и обеспечить безопасное возвращение беженцев и депортированных лиц. Кроме того, были осуждены этнические убийства и нарушения прав человека в Абхазии.
Обеим сторонам было поручено улучшить сотрудничество с UNOMIG и миротворческими силами СНГ, особенно в отношении инспекций объектов тяжелого оружия, а Генеральному секретарю ООН Бутросу Бутрос-Гали было предложено сообщить через три месяца о ситуации в регионе.